# اندالهوالا
اندالهوالا (به اسپانیایی: Andalhualá) یک منطقهٔ مسکونی در آرژانتین است که در ایالت کاتامارکا واقع شده‌است.